# Вильена, Тонни
То́нни Эми́лио Тринда́де де Вилье́на (нидерл. Tonny Emílio Trindade de Vilhena; род. 3 января 1995, Масслёйс, Южная Голландия) — нидерландский футболист, полузащитник клуба «Панатинаикос». Выступал за сборную Нидерландов.

## Клубная карьера

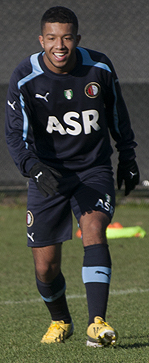
Вильена на тренировке «Фейеноорда»

Вильена — воспитанник футбольной академии «Фейеноорда». 22 января 2012 года в матче против «ВВВ-Венло» он дебютировал в Эредивизи за команду. 31 июля во встрече квалификации Лиги чемпионов против киевского «Динамо» Вильена дебютировал на международном уровне. 25 ноября в поединке против АЗ Тони забил свой первый мяч за клуб и помог ему одержать победу.
В 2016 году Вильяна помог клубу завоевать Кубок Нидерландов. 15 сентября в матче Лиги Европы против «Манчестер Юнайтед» он забил единственный гол. В 2017 году Вильена помог «Фейеноорду» впервые за 18 лет выиграть чемпионат.
20 июня 2019 года Вильяена контракт с российским клубом «Краснодар». 25 июня прибыл в расположение клуба на сборы в Австрии и взял 52 номер. 14 июля 2019 года в матче против «Ахмата» он дебютировал в РПЛ. 20 июля 2019 года в поединке против «Уфы» Тони забил свой первый гол за «Краснодар». 24 октября в матче Лиги Европы против турецкого «Трабзонспора» Тони отметился забитым мячом. По итогам сезона 2019/2020 он помог клубу завоевал бронзовые медали. 25 июля 2021 года в матче 1 тура против «Урала» он сделал «дубль» и по итогам матча, был признан лучшим игроком. Тем же летом появилась информация о том, что игрок хочет покинуть Краснодар и отказался тренироваться.
В начале 2022 года Вильена на правах аренды с возможностью выкупа перешёл в испанский «Эспаньол». 21 января в матче против «Бетиса» он дебютировал в Ла Лиге. 7 февраля в поединке против «Атлетик Бильбао» Тони забил свой первый гол за «Эспаньол».

## Карьера в сборной
В 2011 году в составе юношеской сборной Нидерландов стал победителем юношеского чемпионата Европы в Сербии. На турнире сыграл в матчах против команд Румынии, Англии и дважды Германии. В поединках против немцев и румын Вильена забил три гола, стал лучшим бомбардиром турнира.
Летом того же года принял участие в юношеском чемпионате мира в Мексике. Сыграл в матчах против команд Конго, Северной Кореи и Мексики.
В 2012 году Вильена во второй раз выиграл юношеский чемпионат Европы — в Словении. Сыграл в матчах против команд Бельгии, Польши, Грузии и Германии.
22 марта 2013 года Вильена был вызван в сборную Нидерландов для участия в матчах отборочного цикла чемпионата мира 2014 против сборных Эстонии и Румынии, но на поле он так и не вышел.
В июне того же года был включен в заявку молодёжной сборной Нидерландов на поездку на молодёжный чемпионат Европы в Израиле. Сыграл в матче против Испании.
4 июня 2016 года в товарищеском матче против сборной Австрии Вильена дебютировал в составе сборной Нидерландов, заменив во втором тайме Ришедли Базура.

## Статистика

### Клубная
| Выступление      | Выступление      | Выступление      | Чемпионат | Чемпионат | Кубки | Кубки | Еврокубки | Еврокубки | Итого | Итого |
| Клуб             | Лига             | Сезон            | Игры      | Голы      | Игры  | Голы  | Игры      | Голы      | Игры  | Голы  |
| ---------------- | ---------------- | ---------------- | --------- | --------- | ----- | ----- | --------- | --------- | ----- | ----- |
| Фейеноорд        | Эредивизи        | 2011/12          | 6         | 0         | —     | —     | —         | —         | 6     | 0     |
| Фейеноорд        | Эредивизи        | 2012/13          | 27        | 4         | 3     | 0     | 1         | 0         | 31    | 4     |
| Фейеноорд        | Эредивизи        | 2013/14          | 32        | 6         | 3     | 0     | 2         | 0         | 37    | 6     |
| Фейеноорд        | Эредивизи        | 2014/15          | 21        | 0         | 1     | 0     | 9         | 0         | 31    | 0     |
| Фейеноорд        | Эредивизи        | 2015/16          | 27        | 5         | 6     | 1     | —         | —         | 33    | 6     |
| Фейеноорд        | Эредивизи        | 2016/17          | 29        | 4         | 3     | 0     | 5         | 1         | 37    | 5     |
| Фейеноорд        | Эредивизи        | 2017/18          | 33        | 11        | 5     | 2     | 6         | 0         | 44    | 13    |
| Фейеноорд        | Эредивизи        | 2018/19          | 33        | 6         | 4     | 1     | 1         | 0         | 38    | 7     |
| Фейеноорд        | Итого            | Итого            | 208       | 36        | 25    | 4     | 24        | 1         | 257   | 41    |
| Краснодар        | Премьер-лига     | 2019/20          | 20        | 2         | 0     | 0     | 10        | 2         | 30    | 4     |
| Краснодар        | Премьер-лига     | 2020/21          | 24        | 2         | 1     | 1     | 9         | 0         | 34    | 3     |
| Краснодар        | Премьер-лига     | 2021/22          | 13        | 2         | 2     | 0     | 0         | 0         | 15    | 2     |
| Краснодар        | Итого            | Итого            | 57        | 6         | 3     | 1     | 19        | 2         | 79    | 9     |
| Всего за карьеру | Всего за карьеру | Всего за карьеру | 265       | 42        | 28    | 5     | 43        | 3         | 336   | 50    |

### Сборная
| Нидерланды | Нидерланды | Нидерланды | Нидерланды |
| Год        | Игры       | Голы       |            |
| ---------- | ---------- | ---------- | ---------- |
| 2016       | 2          | 0          |            |
| 2017       | 7          | 0          |            |
| 2018       | 6          | 0          |            |
| Всего      | 15         | 0          |            |

| №  | Дата            | Оппонент   | Счёт | Голы | Пасы | Карточки     | Минуты | Соревнование             |
| -- | --------------- | ---------- | ---- | ---- | ---- | ------------ | ------ | ------------------------ |
| 1  | 4 июня 2016     | Австрия    | 2:0  | —    | —    | —            | 11'    | Товарищеский матч        |
| 2  | 9 ноября 2016   | Бельгия    | 1:1  | —    | —    | —            | 15'    | Товарищеский матч        |
| 3  | 28 марта 2017   | Италия     | 1:2  | —    | —    | —            | 45'    | Товарищеский матч        |
| 4  | 31 мая 2017     | Марокко    | 2:1  | —    | —    | —            | 90'    | Товарищеский матч        |
| 5  | 31 августа 2017 | Франция    | 0:4  | —    | —    | —            | 45'    | Отбор ЧМ-2018 (группа А) |
| 6  | 3 сентября 2017 | Болгария   | 3:1  | —    | —    | Предупреждён | 90'    | Отбор ЧМ-2018 (группа А) |
| 7  | 7 октября 2017  | Беларусь   | 3:1  | —    | —    | —            | 56'    | Отбор ЧМ-2018 (группа А) |
| 8  | 10 октября 2017 | Швеция     | 2:0  | —    | —    | —            | 90'    | Отбор ЧМ-2018 (группа А) |
| 9  | 14 ноября 2017  | Румыния    | 3:0  | —    | —    | —            | 12'    | Товарищеский матч        |
| 10 | 26 марта 2018   | Португалия | 3:0  | —    | —    | —            | 67'    | Товарищеский матч        |
| 11 | 4 июня 2018     | Италия     | 1:1  | —    | —    | —            | 90'    | Товарищеский матч        |
| 12 | 6 сентября 2018 | Перу       | 2:1  | —    | —    | —            | 4'     | Товарищеский матч        |
| 13 | 16 октября 2018 | Бельгия    | 1:1  | —    | —    | Предупреждён | 29'    | Товарищеский матч        |
| 14 | 16 ноября 2018  | Франция    | 2:0  | —    | —    | —            | 1'     | Лига наций (лига А)      |
| 15 | 19 ноября 2018  | Германия   | 2:2  | —    | —    | —            | 30'    | Лига наций (лига А)      |

Итого: сыграно матчей: 15 / забито голов: 0; победы: 9, ничьи: 4, поражения: 2.

## Достижения

### Командные
«Фейеноорд»
- Чемпион Нидерландов: 2016/17
- Обладатель Кубка Нидерландов (2): 2015/16, 2017/18
- Обладатель Суперкубка Нидерландов (2): 2017, 2018

Нидерланды (до 17)
- Юношеский чемпионат Европы — 2011
- Юношеский чемпионат Европы — 2012

Нидерланды
- Серебряный призёр Лиги наций УЕФА 2019

### Личные
- Лучший бомбардир юношеского чемпионата Европы (3 гола) — 2011